# Кімура Хісасі
Хісасі Кімура (木村栄; 10 вересня 1870 — 26 вересня 1943) — японський астроном, член Японської академії (1925).
Народився в Канадзаві (префектура Ісікава). У 1892 закінчив Токійський університет. У 1896, 1897 брав участь в спостереженнях повних сонячних затемнень. Засновник і директор в 1899—1941 Міжнародної широтної станції в Мідзусаві. У 1922—1936 — керівник Центрального бюро Міжнародної служби широти.
Основні наукові роботи присвячені дослідженню руху полюсів Землі і коливань широт. У 1902 при обробці спостережень Міжнародної служби широти першим запропонував ввести у формулу для визначення координат полюса Землі ще один член, однаковий для всіх станцій спостережень і не залежний від їхніх координат, — загальне річне коливання (так званий член Кімури, або z-член). Походження його намагаються пояснити цілою низкою причин, у тому числі і помилками нахилів зірок, проте єдиної думки із цього приводу немає і досі.
Президент Комісії № 19 «Вивчення коливань широт» Міжнародного астрономічного союзу (1919—1935).
Золота медаль Лондонського королівського астрономічного товариства (1936).
На його честь названо астероїд 6233 Кімура.